# Китон, Дайан
Да́йан Ки́тон (англ. Diane Keaton; настоящее имя — Да́йан Холл, англ. Diane Hall; род. 5 января 1946, Лос-Анджелес, США) — американская актриса театра и кино, кинорежиссёр и продюсер.
Обладательница премий «Оскар», «Золотой глобус» и BAFTA за лучшую женскую роль в фильме «Энни Холл». Лауреат «Золотого глобуса» за роль в фильме «Любовь по правилам и без». За пределами Америки известна главным образом благодаря трилогии Фрэнсиса Форда Копполы «Крёстный отец» (1972, 1974, 1990) и фильмам Вуди Аллена.

## Биография
Взяла в качестве артистического псевдонима девичью фамилию матери. В 1969 году вышла на сцену в мюзикле «Волосы». Тогда же началось многолетнее сотрудничество с Вуди Алленом, кульминацией которого стала заглавная роль в комедии «Энни Холл» (1977), принёсшая ей премию «Оскар».
После расставания с Алленом (отношения с которым развивались и за пределами съёмочной площадки) Китон сблизилась с Уорреном Битти. Вместе с ним работала над такими проектами, как исторический фильм «Красные» (1981), за который вновь была номинирована на «Оскар». В её послужном списке также числятся номинации на «Оскар» за главные роли в фильмах «Комната Марвина» (1996) и «Любовь по правилам и без» (2003), режиссура одной из серий культового сериала «Твин Пикс» и продюсирование фильма «Слон», удостоенного в 2003 году «Золотой пальмовой ветви».
Помимо достижений в мире кино, Китон известна своим резко отрицательным отношением к пластической хирургии. С 2006 года она является лицом косметической фирмы «L'Oreal».

## Личная жизнь
Китон никогда не была замужем. У неё двое приёмных детей — дочь Декстер Китон (род. 1995) и сын Дюк Китон (род. 2000).
21 ноября 2011 года было сообщено, что Китон ранее перенесла тайную операцию по поводу рака кожи.
1 мая 2019 года Китон призналась, что её младший брат, 71-летний Рэнди Холл, страдает деменцией, и она не уверена, «знает ли он, кто она такая».

## Псевдоним
Китон пришлось взять псевдоним, поскольку актриса с именем Дайан Холл уже была зарегистрирована в Актёрской гильдии. 
С аналогичной проблемой позже столкнулся актёр Майкл Китон (настоящее имя — Майкл Дуглас). Поставленный перед необходимостью выбирать, он выбрал себе такой же псевдоним, как у Дайан Китон, поскольку ему нравилось, как это звучит.

## Избранная фильмография

### Актёрские работы
| Год  | Фильм                               | Оригинальное название            | Роль                           |
| ---- | ----------------------------------- | -------------------------------- | ------------------------------ |
| 1972 | Сыграй ещё раз, Сэм                 | Play It Again, Sam               | Линда Кристи                   |
| 1972 | Крёстный отец                       | The Godfather                    | Кей Адамс                      |
| 1973 | Спящий                              | Sleeper                          | Луна Шлоссер                   |
| 1974 | Крёстный отец 2                     | The Godfather Part II            | Кей Адамс                      |
| 1975 | Любовь и смерть                     | Love and Death                   | Соня                           |
| 1977 | В поисках мистера Гудбара           | Looking For Mr.Goodbar           | Тереза Данн                    |
| 1977 | Энни Холл                           | Annie Hall                       | Энни Холл                      |
| 1978 | Интерьеры                           | Interiors                        | Рената                         |
| 1979 | Манхэттен                           | Manhattan                        | Мэри Уилки                     |
| 1981 | Красные                             | Reds                             | Луиза Брайант                  |
| 1984 | Миссис Соффел                       | Mrs. Soffel                      | Кейт Соффел                    |
| 1984 | Маленькая барабанщица               | The Little Drummer Girl          | Чарли, актриса                 |
| 1987 | Дни радио                           | Radio Days                       | певица на новогодней вечеринке |
| 1987 | Бум вокруг младенца                 | Baby Boom                        | Джей Си Уайатт                 |
| 1990 | Крёстный отец 3                     | The Godfather: Part III          | Кей Адамс                      |
| 1991 | Отец невесты                        | Father of the Bride              | Нина Бенкс                     |
| 1993 | Загадочное убийство в Манхэттене    | Manhattan Murder Mystery         | Кэрол Липтон                   |
| 1994 | Последний перелёт                   | Amelia Earhart: The Final Flight | Амелия Эрхарт                  |
| 1995 | Отец невесты 2                      | Father of the Bride Part 2       | Нина Бенкс                     |
| 1996 | Клуб первых жён                     | The First Wives Club             | Энни                           |
| 1996 | Комната Марвина                     | Marvin’s Room                    | Бесси                          |
| 2000 | Отбой                               | Hanging up                       | Джорджия Моузелл               |
| 2001 | Город и деревня                     | Town & Country                   | Элли Стоддард                  |
| 2003 | Любовь по правилам и без            | Something’s Gotta Give           | Эрика Барри                    |
| 2005 | Привет семье!                       | The Family Stone                 | Сибил Стоун                    |
| 2007 | Потому что я так хочу               | Because I Said So                | Дафни Вайлдер                  |
| 2008 | Шальные деньги                      | Mad Money                        | Бриджет Кардиган               |
| 2010 | Доброе утро                         | Morning Glory                    | телеведущая Колин Пек          |
| 2012 | Самый близкий друг                  | Darling Companion                | Бет                            |
| 2013 | Большая свадьба                     | The Big Wedding                  | Элли Гриффин                   |
| 2013 | А вот и она                         | And So It Goes                   | Лея                            |
| 2014 | Сама жизнь                          | 5 Flights Up                     | Рут Карвер                     |
| 2015 | Любите Куперов                      | Love the Coopers                 | Шарлотта                       |
| 2016 | В поисках Дори                      | Finding Dory                     | Дженни                         |
| 2016 | Молодой Папа                        | The Young Pope                   | сестра Мэри                    |
| 2017 | Хэмстед                             | Hampstead                        | Эмили Уолтерс                  |
| 2018 | Книжный клуб                        | Book Club                        | Дайан                          |
| 2019 | Болельщицы со стажем                | Poms                             | Марта                          |
| 2020 | Любовь, свадьбы и прочие катастрофы | Love, Weddings & Other Disasters | Сара                           |
| 2020 | Отец невесты 3                      | Father of the Bride, Part 3(ish) | Нина Бенкс                     |
| 2024 | Летний лагерь                       | Summer Camp                      | Нора                           |

### Режиссёрские работы
- 1987 — Рай / Heaven
- 1991 — Дикий цветок / Wildflower
- 1991 — Твин Пикс / Twin Peaks
- 1995 — Сумасшедшие герои / Unstrung Heroes
- 2000 — Отбой / Hanging up
- 2001 — 2002 — Пасадена / Pasadena

## Режиссёр видеоклипов
- 1987 — «Heaven Is a Place on Earth» Белинды Карлайл[источник не указан 1078 дней]

## Награды и номинации
Полный список наград и номинаций на сайте IMDb.
| Награды и номинации            | Награды и номинации | Награды и номинации                               | Награды и номинации              | Награды и номинации |
| Награда                        | Год                 | Категория                                         | Работа                           | Результат           |
| ------------------------------ | ------------------- | ------------------------------------------------- | -------------------------------- | ------------------- |
| Оскар                          | 1978                | Лучшая женская роль                               | Энни Холл                        | Победа              |
| Оскар                          | 1982                | Лучшая женская роль                               | Красные                          | Номинация           |
| Оскар                          | 1997                | Лучшая женская роль                               | Комната Марвина                  | Номинация           |
| Оскар                          | 2004                | Лучшая женская роль                               | Любовь по правилам и без         | Номинация           |
| BAFTA                          | 1978                | Лучшая женская роль                               | Энни Холл                        | Победа              |
| BAFTA                          | 1980                | Лучшая женская роль                               | Манхэттен                        | Номинация           |
| BAFTA                          | 1983                | Лучшая женская роль                               | Красные                          | Номинация           |
| Золотой глобус                 | 1978                | Лучшая женская роль в драме                       | В поисках мистера Гудбара        | Номинация           |
| Золотой глобус                 | 1978                | Лучшая женская роль в комедии или мюзикле         | Энни Холл                        | Победа              |
| Золотой глобус                 | 1982                | Лучшая женская роль в драме                       | Красные                          | Номинация           |
| Золотой глобус                 | 1983                | Лучшая женская роль в драме                       | Пристрели луну                   | Номинация           |
| Золотой глобус                 | 1985                | Лучшая женская роль в драме                       | Миссис Соффел                    | Номинация           |
| Золотой глобус                 | 1988                | Лучшая женская роль в комедии или мюзикле         | Бум вокруг младенца              | Номинация           |
| Золотой глобус                 | 1994                | Лучшая женская роль в комедии или мюзикле         | Загадочное убийство в Манхэттене | Номинация           |
| Золотой глобус                 | 1995                | Лучшая женская роль в мини-сериале или телефильме | Последний перелёт                | Номинация           |
| Золотой глобус                 | 2004                | Лучшая женская роль в комедии или мюзикле         | Любовь по правилам и без         | Победа              |
| Эмми                           | 1995                | Лучшая женская роль в мини-сериале или фильме     | Последний перелёт                | Номинация           |
| Премия Гильдии киноактёров США | 1995                | Лучшая женская роль в телефильме или мини-сериале | Последний перелёт                | Номинация           |
| Премия Гильдии киноактёров США | 1997                | Лучшая женская роль                               | Комната Марвина                  | Номинация           |
| Премия Гильдии киноактёров США | 2004                | Лучшая женская роль                               | Любовь по правилам и без         | Номинация           |